# Police FC
Police Football Club – klub piłkarski z Trynidadu i Tobago z siedzibą w dzielnicy Saint James miasta Port-of-Spain, stolicy państwa.

## Osiągnięcia
- Mistrz Trynidadu i Tobago (3): 1979, 1991, 1994
- Puchar Trynidadu i Toago (3): 1975, 1990, 1994
- Finał Pucharu Mistrzów CONCACAF: 1991